# هنری مدیلتون
هنری میدلتون (Henry Middleton) (زادهٔ ۱۷۱۷ – درگذشتهٔ ۱۳ ژوئن ۱۷۸۴)، مقام دولتی مزرعه‌دار و از پدران بنیان‌گذار ایالات متحده آمریکا اهل کارولینای جنوبی بود. او عضو مجلس مستعمرات بوده و در طول انقلاب آمریکا، در نخستین کنگرهٔ قاره‌ای شرکت کرده و پس از تصویب انجمن قاره‌ای که خودش آن را امضا کرد، در سال ۱۷۷۴ به مدت چهار روز رئیس آن نهاد بود. او پیش از اعلام استقلال دومین کنگرهٔ قاره‌ای، آن را ترک کرد. میدلتون در کارولینای جنوبی به عنوان رئیس کنگرهٔ ایالتی و سناتور در دولت ایالتی تازه تأسیس شده، خدمت کرد. او پس از آنکه در سال ۱۷۸۰ توسط بریتانیایی‌ها دستگیر شد، شکست را پذیرفته و تا پایان جنگ به تابعیت بریتانیا بازگشت.

## اوایل زندگی
هنری میدلتون در سال ۱۷۱۷ در مزرعه‌ای خانوادگی واقع در اوکس و نزدیک به چارلستون، ایالت کارولینای جنوبی چشم به جهان گشود. وی دومین پسر سوزان میدلتون (زادهٔ ۱۶۹۰ – درگذشتهٔ ۱۷۲۲، نام خانوادگی قبل از ازدواج وی آموری بوده‌است) و آرتور میدلتون (زادهٔ ۱۶۸۱ – درگذشتهٔ ۱۷۳۷) بوده‌است. پدرش مزرعه‌دار ثروتمند بود که در سمت کفیل فرماندار کارولینای جنوبی خدمت می‌کرد. پدربزرگ وی، ادوارد میدلتون، از راه باربادوس از انگلستان به آمریکا مهاجرت کرد. میدلتون قبل از بازگشت به کارولینای جنوبی برای به ارث بردن مزرعهٔ پدرش، در انگلستان تحصیل کرده بود. وی با داشتن با ۵۰ هزارجریب فرنگی (۲۰۰ کیلومترمربع) زمین زراعی و حدود ۸۰۰ برده، تبدیل به بزرگ‌ترین زمین‌دار در مستعمره شده بود.

## حرفهٔ عمومی
میدلتون در دفاتر دولتی متنوعی در کارولینای جنوبی خدمت کرد. او قاضی صلح و عضو مجلس عوام بود و در سال ۱۷۴۷، ۱۷۵۴ و ۱۷۵۵ به عنوان سخنگوی آن انتخاب شد. میدلتون همچنین عضو شورای ایالتی بوده ولی در سال ۱۷۷۰ در پی مخالفت با سیاست‌های بریتانیا از سمت خود کناره‌گیری کرد.
در سال ۱۷۷۴، در آغاز انقلاب آمریکا، میدلتون به عنوان نمایندهٔ کنگرهٔ قاره‌ای انتخاب شد. وی در پی جدایی پیتون راندولف، در چند روز پایانی نخستین کنگرهٔ قاره‌ای به عنوان رئیس مجموعه خدمت کرد. میدلتون مخالف اعلام استقلال از بریتانیای کبیر بود و در فوریهٔ ۱۷۷۶ زمانی که نمایندگان رادیکال شروع به پافشاری به استقلال کرده بودند، از دومین کنگرهٔ قاره‌ای استعفا داد. پسرش، آرتور که از میدلتون رادیکال‌تر بود جانشین وی در کنگره شد و تبدیل به یکی از امضاءکنندگان اعلامیه استقلال ایالات متحده آمریکا شد.
میدلتون پس از بازگشت به کارولینای جنوبی، به عنوان رئیس کنگرهٔ ایالتی انتخاب و از ۱۶ نوامبر ۱۷۷۵ در شورای ایمنی مشغول به خدمت شد. او به همراه پسرش آرتور در سال ۱۷۷۶ به تدوین قانون اساسی ایالتی موقت کمک کردند. در سال ۱۷۷۹، او در دولت جدید به عنوان سناتور ایالتی فعالیت کرد.
در سال ۱۷۸۰ و زمانی که بریتانیایی‌ها در محاصره چارلستون، آن شهر را تسخیر کردند، میدلتون شکست و وضعیت خود را به عنوان یک تابع بریتانیا، پذیرفت. این تغییر جهت، ظاهراً به دلیل سابقهٔ حمایت وی از انقلاب، در طولانی مدت به اعتبار وی خدشه‌ای وارد نکرد. همچنین مانند بیشتر وفادارماندگان بعد از جنگ، به سرنوشت مصادرهٔ املاکش دچار نشد.

## زندگی شخصی
میدلتون در سال ۱۷۴۱ با مری بیکر ویلیامز (زادهٔ ۱۷۲۱ – درگذشتهٔ ۱۷۶۱) دختر جان ویلیامز ازدواج کرد. او که یکی از نخستین مزرعه‌داران کارولینای جنوبی بود که در حدود سال ۱۷۳۰ شروع به ساخت مکانی کرد که امروزه به نام میدلتون پِلیس معروف است. هنری و مری با هم صاحب پنج پسر و هفت دختر شدند. هفت فرزندی که به سلامت به سن بزرگسالی رسیدند، شامل:
- آرتور میدلتون (زادهٔ ۱۷۴۲- درگذشتهٔ ۱۷۸۷)، امضاءکننده اعلامیه استقلال که با مری ایزارد (زادهٔ ۱۷۴۷- درگذشتهٔ ۱۸۱۴)، ازدواج کرد.
- هنریتا میدلتون (زادهٔ ۱۷۵۰- درگذشتهٔ ۱۷۹۲)، که با فرماندار ادوارد راتلج ازدواج کرد.
- توماس میدلتون (زادهٔ ۱۷۵۳- درگذشتهٔ ۱۷۹۷)، که با آن مانیگو ازدواج کرد.
- هستر میدلتون (زادهٔ ۱۷۵۴- درگذشتهٔ ۱۷۸۹)، که با چارلز درایتون ازدواج کرد.
- سارا میدلتون (زادهٔ ۱۷۵۶- درگذشتهٔ ۱۷۸۴)، که با چارلز کوتسورث پینکنی ازدواج کرد.
- مری میدلتون (زادهٔ ۱۷۵۷- درگذشتهٔ ۱۸۲۵)، که با پیتر اسمیت ازدواج کرد.
- سوزانا میدلتون (زادهٔ ۱۷۶۰- درگذشتهٔ ۱۸۳۴)، که با جان پارکر، عضو کنگره قاره ای ازدواج کرد.

میدلتون پس از مرگ همسرش در سال ۱۷۶۱، دو مرتبهٔ دیگر نیز ازدواج کرد. دومین ازدواج وی در سال ۱۷۶۲ با ماریا هنریتا بول (زادهٔ ۱۷۲۲- درگذشتهٔ ۱۷۷۲)، دختر ویلیام بول پدر، معاون فرماندار کارولینای جنوبی، بود. خواهر همسر دومش، شارلوتا درایتون (نام خانوادگی پیش از ازدواجش بول بوده‌است)، مادر ویلیام هنری درایتون، عضو کنگره قاره‌ای بود و برادرش، ویلیام بول دوم، پیش از ترک مستعمره در سال ۱۷۸۲، زمانی که در پایان جنگ نیروهای بریتانیا آنجا را ترک کردند، به عنوان فرماندار کارولینای جنوبی خدمت می‌کرد.
میدلتون پس از مرگ دومین همسرش در سال ۱۷۷۲، برای سومین بار در سال ۱۷۷۶ با لیدی مری مکنزی دختر جورج مکنزی، سومین ارل کرومارتی ازدواج کرد، گرچه ازدواج چهارم محسوب می‌شد. برادرانش جان مکنزی، لرد مک‌لئود و جورج مکنزی بودند. پدر لیدی مری یک نجیب-زادهٔ اسکاتلندی دنباله‌روی یعقوبی‌گرای (Jacobitism) به نام چارلز ادوارد استوارت بود. ارل کرومارتی محاکمه شده و به مرگ محکوم شد ولی عفو مشروط به دست آورد. با این حال مقام اشرافی از وی گرفته شد.
میدلتون در ۱۳ ژوئن سال ۱۷۸۴ در چارلستون چشم از جهان فروبست. او را در گوس‌کریک چرچ یارد Goosecreek Churchyard، سنت جیمز پریش شهر برکلی، کارولینای جنوبی به خاک سپردند.

### نوادگان
نوهٔ میدلتون، که او نیز هنری (زادهٔ ۱۷۷۰ – درگذشتهٔ ۱۸۴۶) نام داشت، سالیان طولانی در عرصهٔ سیاست حضور داشت. او میان سال‌های ۱۸۱۰ تا ۱۸۱۲ فرماندار کارولینای جنوبی، میان سال‌های ۱۸۱۵ تا ۱۸۱۹ نمایندهٔ ایالات متحدهٔ آمریکا و در سال‌های ۱۸۲۰ تا ۱۸۳۰ سفیر آمریکا در روسیه بوده‌است. هنری ۱۴ فرزند داشت که نام دو پسر وی ویلیامز و ادوارد میدلتون بود.